# Antistia
Antistia (fl. 86 a.C. - 82 a.C.) è stata una nobildonna romana, appartenente alla gens Antistia, prima delle cinque mogli di Gneo Pompeo Magno.

## Fonti
L'unica fonte nota su Antistia è costituita dalle Vite Parallele di Plutarco, in particolare la Vita di Pompeo e, secondariamente, la Vita di Silla, scritte circa 130 anni dopo i fatti. 
Tuttavia, tale fonte copre, in relazione ad Antistia, solo i pochi anni in cui fu moglie di Pompeo e si concentra quasi esclusivamente sulle motivazioni che spinsero Pompeo a sposarla prima e a ripudiarla dopo. Dal momento che tali motivazioni sono dedotte sulla base di fonti ostili a Pompeo, ad esempio la propaganda cesarea di Oppio, più interessata alla politica e alla drammatizzazione che all'accuratezza storica o cronologica, si ritiene che le informazioni contenute in essa debbano essere valutate in modo critico. 

## Origini
Antistia era l'unica figlia nota di Publio Antistio e di sua moglie, Calpurnia. 
Entrambi i genitori provenivano da famiglie della piccola nobiltà plebea: suo padre era un membro di una gens minore, gli Antisti, che sarebbe poi salita al rango patrizio nel 29 a.C., sotto Ottaviano; mentre sua madre apparteneva alla familia dei Calpurnii Bestiae, un ramo minore della più nota gens Calpurnia, ed era figlia di Lucio Calpurnio Bestia, console nel 111 a.C. ma successivamente condannato per corruzione durante la guerra giugurtina. 
Publio Antistio iniziò a essere noto sulla scena pubblica intorno all'88 a.C., quando Cicerone lo giudicò il migliore avvocato emergente dell'epoca, anche se coinvolto nella corruzione dovuta alle tensioni politiche fra Silla e Gaio Mario, che all'epoca si scontravano per il predominio su Roma. In quell'anno, Antistio venne eletto tribuno della plebe e usò con successo il suo potere per impedire l'elezione a console di Gaio Giulio Cesare Strabone, che non aveva ricoperto la necessaria carica di pretore e quindi non aveva portato a termine il cursus honorum. Grazie a ciò, Antistio guadagnò visibilità e peso politico e divenne il tribuno di riferimento finché fu in carica.

## Matrimonio con Pompeo

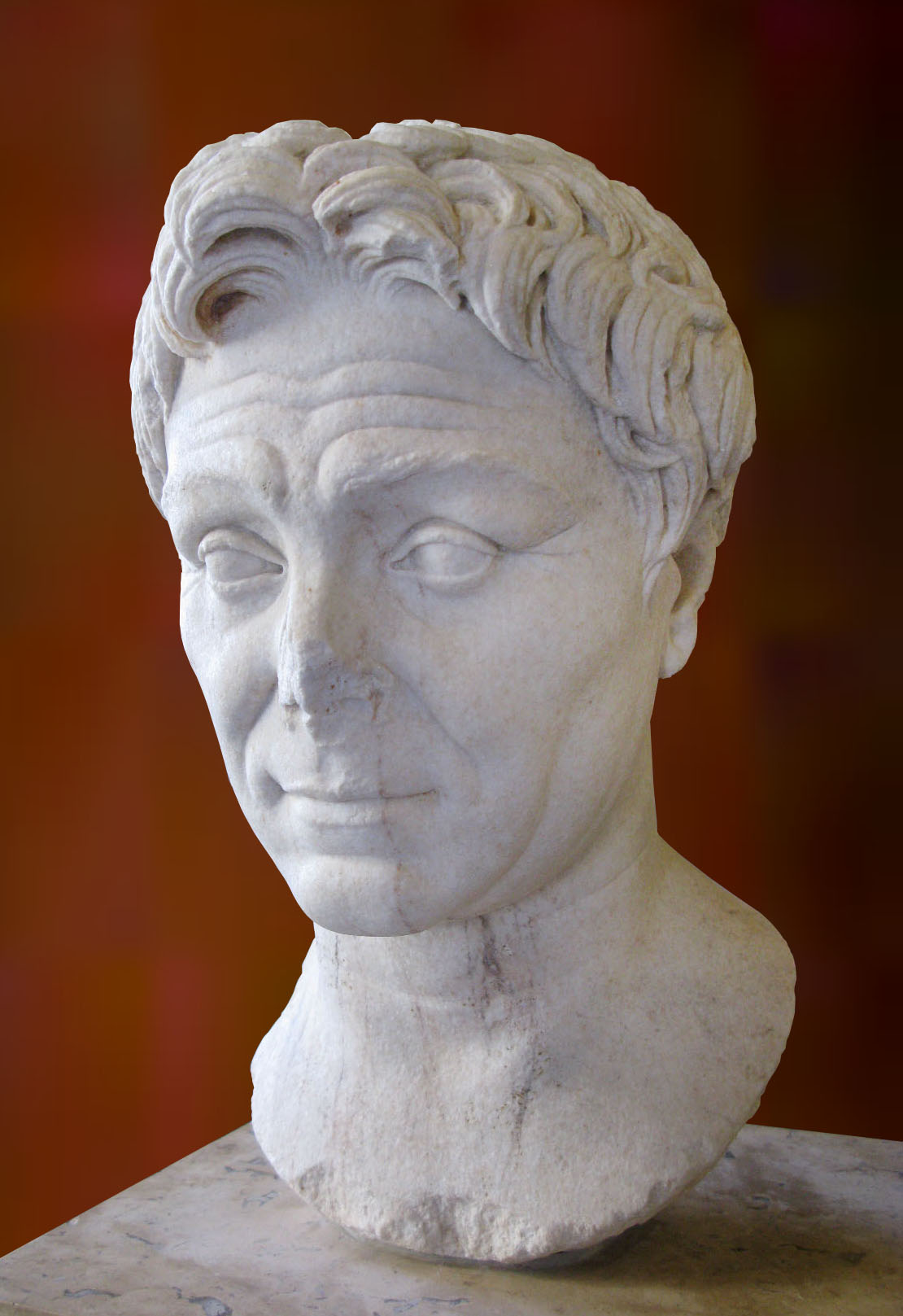
Busto in marmo di Gneo Pompeo Magno (Louvre, Parigi)

Nell'86 a.C., Antistio, in qualità di iudex, presiedette il processo contro Pompeo per appropriazione indebita e peculato nell'ambito della guerra sociale, un procedimento farsa dall'esito già deciso, tanto che Antistio promise a Pompeo sua figlia Antistia in moglie già durante le prime fasi. Addirittura, quando Antistio pronunciò il verdetto di assoluzione, il pubblico gridò in risposta "Talasio!", la formula di acclamazione quando veniva annunciato un matrimonio. 
In questo contesto, il matrimonio di Pompeo e Antistia, celebrato nello stesso anno, venne interpretato da contemporanei e moderni come "un esempio del tipo più squallido e patetico di matrimonio politico" e come un cinico tentativo di Antistio di ascesa sociale tramite un legame con un giovane di buona famiglia e per il quale si prospettava una rapida carriera. Da parte sua, Pompeo si assicurò il verdetto favorevole e la protezione di un magistrato, ma alla fine questo fu sì il primo, ma il meno vantaggioso dei suoi matrimoni, tutti contratti con lo scopo di risalire la scala sociale fino agli alti ranghi del Senato. 
All'epoca delle nozze, Pompeo aveva circa vent'anni, mentre Antistia, la cui nascita non è registrata, doveva avere, in base alle consuetudini romane, fra i dodici e i vent'anni. Il matrimonio, durato circa quattro anni prima del divorzio, non produsse figli noti.

## Divorzio
Negli anni immediatamente successivi alle nozze, Pompeo fu protagonista di una rapida e brillante carriera militando nella fazione del dittatore Silla, al punto che, nell'82 a.C., i due si accordarono perché Pompeo ripudiasse Antistia, ormai politicamente inutile essendo stato assassinato suo padre, e sposasse invece Emilia Scaura, figlia di primo letto della moglie di Silla, Cecilia Metella Dalmatica. Le ragioni del matrimonio erano vantaggiose per entrambe le parti: Pompeo veniva premiato per i suoi successi nella guerra civile di Silla contro Gaio Mario, a cui seguì il suo primo trionfo, mentre Silla legava a sé il promettente Pompeo, controllandone così il potere crescente. Ragioni simili furono anche alla base del seguente terzo matrimonio di Pompeo, con Mucia Terzia, anche lei di famiglia "sillana", matrimonio che produsse anche una figlia, Pompea, che sposò il figlio di Silla, Fausto Cornelio. Il matrimonio con Emilia durò solo pochi mesi: al momento delle nozze la donna era incinta del suo precedente marito, Manio Acilio Glabrione, e morì mettendone al mondo il figlio, anche lui chiamato Manio Acilio Glabrione. 
Il brutale ripudio di Antistia venne criticato dai contemporanei e sembra essere stato un atto doloroso, e forse in una certa misura forzato, anche per Pompeo, tanto che Plutarco, seppur generalmente ostile al generale, scrive che "il divorzio serviva più i bisogni di Silla che la natura di Pompeo". 
Per Antistia, il divorzio fu l'ultimo di una serie di sventure: poco prima, suo padre era stato assassinato da militanti mariani, i Cinnani, durante una seduta nella Curia Hostilia, e il suo corpo gettato nel Tevere. Il mandante dell'omicidio era il pretore Lucio Giunio Bruto Damasippo, che capeggiò un'epurazione di sillani che costò la vita, fra gli altri, a quattro senatori e che intendeva sbarazzarsi di un personaggio che, oltre a essere suocero di un sillano, considerava ambiguo e inaffidabile, dal momento che precedentemente sembrava aver favorito sia i sillani che i mariani. Subito dopo, le venne comunicato il ripudio, e sua madre Calpurnia, addolorata e umiliata, si suicidò. Il contraccolpo di tutto ciò sulla reputazione di Pompeo fu tanto duro da spingerlo a stringere un'alleanza alternativa con Marco Emilio Lepido, padre di Lepido, futuro terzo membro del secondo triumvirato. 
Nel giro di pochi mesi perciò Antistia passò dall'essere la moglie di un astro nascente della scena romana all'essere una donna orfana, ripudiata e in disgrazia, e per di più senza figli che le garantissero un legame, anche economico, col suo ex marito. Anche se la sua reazione al divorzio non è registrata, così come non è registrata la sua vita seguente, molti storici ipotizzano che si sia trovata in una posizione difficile e umiliante: secondo le statistiche note per la prima metà del I secolo a.C., un terzo dei matrimoni romani finiva col divorzio, ma dopo una durata media di vent'anni, mentre la quasi totalità dei matrimoni di durata inferiore ai cinque anni terminava piuttosto con la morte di uno dei coniugi. Questa prospettiva ha fatto sì che non solo artisti e letterati, ma anche storici e accademici dessero un'impronta romantica e drammatica alla sua storia: Antistia è stata descritta come la protagonista di una tragedia greca e una vittima politica, un simbolo della mancata possibilità delle donne romane di controllare il loro destino e del loro uso come pedine usa e getta nelle trame di potere degli uomini della loro vita senza alcun riguardo per i loro sentimenti o per la loro sorte.
Tuttavia, alcuni storici hanno riscontrato dei parallelismi fra il racconto di Pompeo che divorzia da Antistia e quello, opposto, di Cesare che nobilmente rifiuta di ripudiare sua moglie Cornelia quando Silla glielo ordina, e ipotizzano che le vicende riguardanti Pompeo e Antistia siano ricostruite sulla base della propaganda cesariana e anti-pompeiana che seguì la guerra civile fra i due. Un'altra interpretazione è quella secondo cui il primo matrimonio di Pompeo sia stato esemplificato come avvertimento di come il gioco delle alleanze matrimoniali possa rappresentare sia una risorsa che un pericolo.

## Rappresentazioni culturali

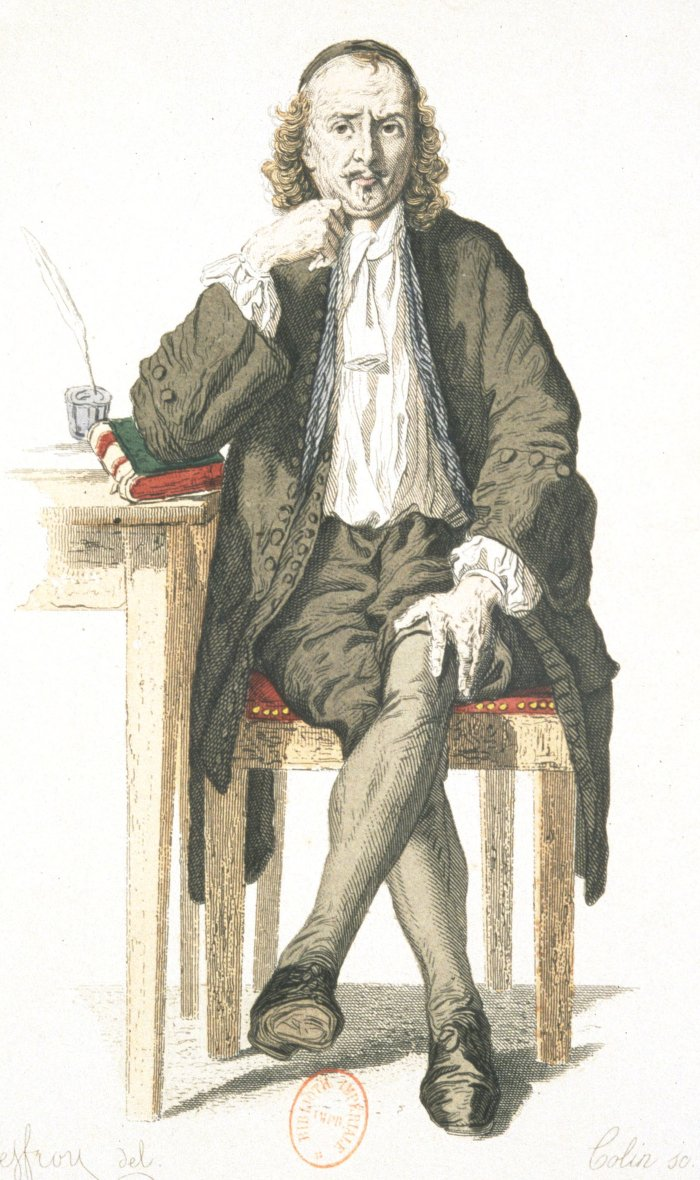
Ritratto di Pierre Corneille, che fece di Antistia una delle protagoniste femminili del suo dramma teatrale, Sertorius (1622)

Antistia compare nel dramma teatrale del 1622 Sertorius, del drammaturgo francese Pierre Corneille. Ribattezzata Aristie, una variazione altomedievale del suo nome introdotta dal cronachista Giovanni di Biclaro e scelta da Corneille perché "più musicale", appare come l'unico personaggio dell'opera mosso unicamente da sentimenti di amore puro e incondizionato, a differenza di Pompeo, il cui amore per lei è sì sincero ma non sufficiente a impedirgli di ripudiarla per seguire la sua ambizione. In particolare, "Aristie" si contrappone alla seconda protagonista femminile, la fittizia regina guerriera Viriate, che rifiuta l'amore e vede nel matrimonio solo un mezzo per un fine. Corneille immagina anche un epilogo per la sua storia, che la vede, dopo il ripudio, lasciare Roma per rifugiarsi nella provincia dell'Hispania. La caratterizzazione di Antistia nel dramma ha fatto sì che venisse a volte considerata la vera eroina dell'opera. 
Antistia è un personaggio dell'opera teatrale del 1910 La tragedia di Pompeo Magno, dell'inglese John Masefield. Anche qui, è caratterizzata come profondamente innamorata di Pompeo e rappresenta la "filosofia della bellezza", ovvero la famiglia e la vita domestica, contro la "filosofia del lavoro" di Pompeo, ovvero il suo dovere militare e la sua carriera politica. 
Antistia è un personaggio minore dell'opera teatrale in latino del 1929 Filius Imperatoris, in cui viene proposta una versione romantica del suo incontro con Pompeo, che la riaccompagna a casa dopo che Antistia, disubbidendo al padre, esce per una passeggiata e si smarrisce nelle vicinanze dell'accampamento di Pompeo Strabone, padre di Pompeo. 
Antistia è un personaggio del romanzo del 1936 Freedom, Farewell!, della scrittrice inglese Phyllis Bentley. Lei e Pompeo sono rappresentati come una coppia innamorata, cosa di cui si rende conto anche la seconda moglie di Pompeo, Emilia. Quando questa scopre che Calpurnia, madre di Antistia, si è suicidata, il pensiero del dolore di Antistia è tale da provocarle un aborto spontaneo che la porta alla morte. 